# Psittiparus
Psittiparus là một chi chim trong họ Paradoxornithidae hoặc trong phân họ Paradoxornithinae của họ Sylviidae.

## Các loài
Nó chứa các loài sau:
- Khướu mỏ dẹt ngực trắng (Psittiparus ruficeps (Blyth, 1842)): Đông bắc Ấn Độ, Bhutan và vùng cận kề thuộc miền nam Trung Quốc.
- Khướu mỏ dẹt to hay khướu mỏ dẹt đầu hung (Psittiparus bakeri (Hartert, 1900)): Paradoxornis bakeri bao gồm cả magnirostris được tách ra từ P. ruficeps[3]. Từ đông bắc Ấn Độ tới Việt Nam.
- Khướu mỏ dẹt đầu xám (Psittiparus gularis (G. R. Gray, 1845)): Himalaya tới miền bắc Việt Nam.
- Khướu mỏ dẹt đầu đen (Psittiparus margaritae Delacour, 1927)[4]: Tách ra từ P. gularis. Miền nam Việt Nam và Campuchia.